# Mecyclothorax munroi
Mecyclothorax munroi är en skalbaggsart som först beskrevs av Perkins 1937.  Mecyclothorax munroi ingår i släktet Mecyclothorax och familjen jordlöpare. Inga underarter finns listade i Catalogue of Life.